# ГЕС Jīnjītān
ГЕС Jīnjītān (金鸡滩水电站) — гідроелектростанція на півдні Китаю у провінції Гуансі. Знаходчись після ГЕС Yúliáng, становить нижній ступінь каскаду на річці Юйцзян, лівій твірній Юцзян, котра впадає праворуч до основної течії річкової системи Сіцзян (завершується в затоці Південнокитайського моря між Гуанчжоу та Гонконгом) на межі ділянок Qian та Xun. При цьому нижче по сточищу на Юцзян створений власний каскад, верхнім ступенем якого є ГЕС Лаокоу.
У межах проєкту річку перекрили бетонною греблею висотою 43 метри та довжиною 337 метрів. Вона утримує водосховище з об'ємом 98,8 млн м3 (корисний об'єм 10,2 млн м3) та припустимим коливанням рівня поверхні в операційному режимі між позначками 87,6 та 88,6 метра НРМ (під час повені рівень може зростати до 98,6 метра НРМ, а об'єм — до 230,9 млн м3). У лівобережній частині споруди облаштований судноплавний шлюз.
Інтегрований у греблю машинний зал обладнали трьома турбінами потужністю по 24 МВт, які забезпечують виробництво 334 млн кВт·год електроенергії на рік.